# Vondelpark 1
Vondelpark 1 is een gebouw in Amsterdam-Zuid, Oud-Zuid.
Het gebouwtje is een van de acht gebouwen in het Vondelpark, dat ook daadwerkelijk een adres heeft in dat park. Het betreft de voormalige opzichterwoning die stamt uit rond 1867. Het werd gebouwd in opdracht van de "Vereeniging tot aanleg van een rij- en wandelpark te Amsterdam". De architect Jan David Zocher is zeer vermoedelijk de ontwerper.
Het gebouw is opgetrokken uit baksteen, maar geheel voorzien van een pleisterlaag. Het wordt ingedeeld bij de bouwstijl neoclassicisme. Het heeft een landelijke uitstraling. Het is gebouwd op een bijna vierkante plattegrond en heeft twee verdiepingen (begane grond en een etage). Het is opgezet in twee traveeen met een klein en laag enigszins teruggetrokken ingangsgedeelte en een groot en hoog hoofddeel. Het kleine travee staat deels onder het dak van het grote gebouw en heeft een rechthoekige toegangsdeur met een hoekig bovenlicht. Onder het (af-)dak is houtbeschot aangebracht met zaagtandmotief aan de onderzijde dat doorloopt tot onder het bovenlicht. Het grote gebouw heeft ramen met een flauwe kromming in de bovenzijde met daarboven een raam met romaanse boog en versiering. Het eerder genoemde zaagtandmotief is in het uitkragende dak terug te vinden, maar in veel kleinere uitvoering; er ontstaat zo een chaletachtig uiterlijk. Het gebouw heeft uitvouwen in de vorm van erkers (noordzijde) en serres (westzijde). De achterzijde aan de Vossiusstraat zier er ongeveer hetzelfde uit, maar heeft geen erker.  
In 1996 werd het als rijksmonument opgenomen in het Monumentenregister als onderdeel van het totale rijksmonument dat het Vondelpark al was. Het gebouw kreeg de benoeming dankzij de architectuurhistorische waarde en een architectonisch en functioneel onderdeel van het Vondelpark.

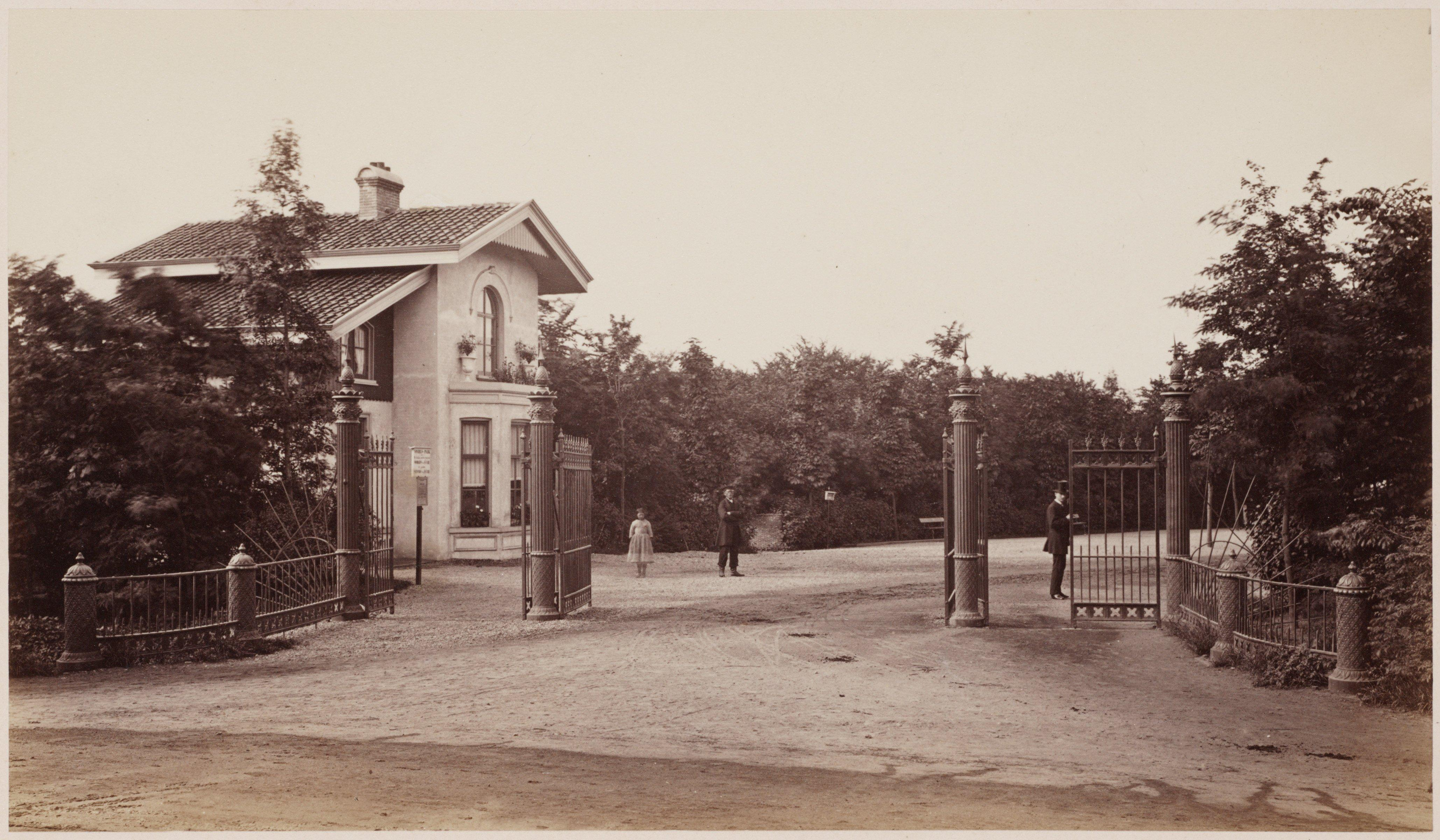
Gebouw in 1868, nog met het oude hekwerk